# Ochansk
Ochansk – miasto w Rosji, w Kraju Permskim. W 2010 roku liczyło 7250 mieszkańców.